# Moda no Brasil Imperial
A moda do Brasil no império foi um símbolo importante para toda extensão da corte, em questão de classe social e uma estratégia de poder político para demonstrar sua posição na sociedade como indivíduo.

## Contexto Histórico
Após a chegada a Família Real portuguesa, uma série de mudanças ocorreu no Brasil, especialmente na cidade do Rio de Janeiro. O Brasil saiu da condição de colônia (terra de conquista) para a de reino, passando a ser chamado de Reino Unido do Brasil (no conjunto, Reino Unido de Portugal, Brasil e Algarves). O Rio de Janeiro, então capital da colônia, passou para o status de capital do Império Português. As mudanças visavam garantir os meios necessários para a governança do Brasil e demais possessões ultramarinas portuguesas e fornecer bases para a permanência da Corte e todos os seus funcionários régios que vieram ao Brasil em 1808.

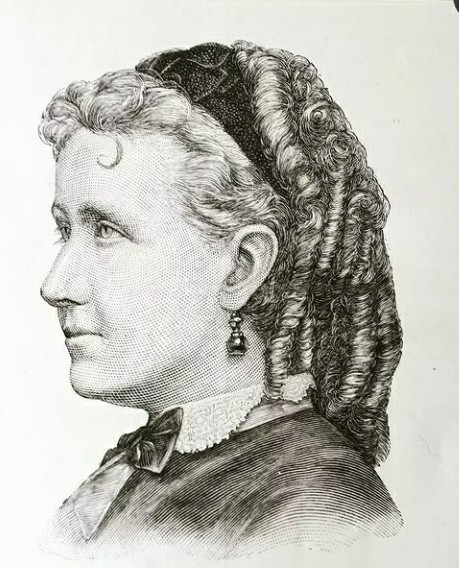
Cachos de cabelos da princesa Isabel, 1880s.

Segundo o autor Luiz Felipe de Alencar, além da família real, 276 fidalgos e dignatários recebiam uma verba anual do Tesouro Real. John Luccock, um comerciante inglês que viveu no Rio de Janeiro, cerca de 2 mil pessoas estavam envolvidas em funções administrativas ligadas à Coroa, além de 700 padres, 500 advogados e 200 médicos. Após o fim das Guerras Napoleônicas, o Rio de Janeiro recebeu entre 4 e 5 mil militares portugueses. Ao todo, acredita-se que cerca de 15 mil pessoas tenham vindo de Portugal para o Rio, elevando a cidade a um importante centro político.
Essas mudanças ocorrem em nível político, social e institucional com a melhoria e expansão de edifícios, criação de tantos outros e a instalação de obras de cunho acadêmico, científico e cultural, a fim de modernizar o Brasil e tornar o Rio de Janeiro uma verdadeira Metrópole. Dentre essas transformações, destacou-se aquela ocorridas no âmbito cultural com adoção de um novo padrão de comportamento social, especialmente no que diz respeito às regras de etiqueta, linguagem, e, principalmente, à moda dentro da Corte e além dela por influência da mesma.
No período imperial, estar bem-vestido usando roupas caras era uma estratégia da elite para mostrar seu poder e posição na sociedade, demonstrando suas riquezas pela ostentação das mesmas, consolidando assim seu status social. As vestimentas, assim como os hábitos cotidianos e a linguagem, eram cada vez mais influenciados pelos modelos franceses, considerados símbolo de sofisticação cultural e civilizacional e nos quais a corte portuguesa e, mais tarde, a brasileira pós Independência, muito se inspirou, fazendo um afrancesamento do Rio de Janeiro ao longo do século XIX.
O império utilizou da modernização europeia como uma inspiração para moldar costumes e hábitos da sociedade brasileira, assim mudando o estilo de vida visando ter modelos de refinamento estético.

## Contexto Cultural
Com a chegada do príncipe regente D. João, sua família, parte da nobreza e funcionários régios, o Rio de Janeiro obteve modificações não somente na manutenção e modernização da cidade, mas também em sua estética, cultura, na forma de vestir, comer, andar e se relacionar com as outras pessoas. Os funcionários se referiam a essas mudanças como a "perfeição". Nas vestimentas isso refletia a hierarquia e virtude da realeza. A "pequena" nobreza passou mais a focar nos trajes sociais e em suas aparições públicas e para tais atos foi indicado um funcionário real para cuidar da estética.

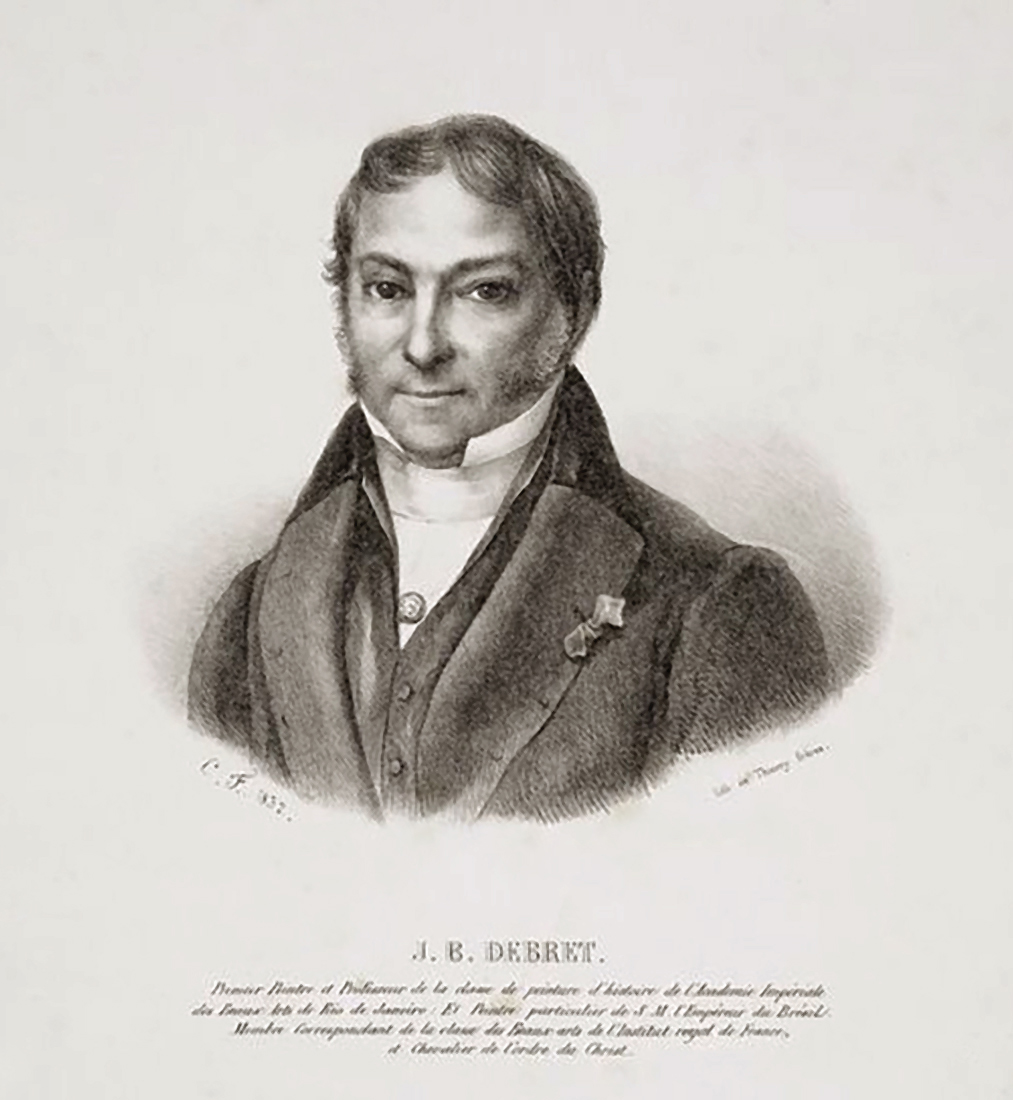
Jean-Baptiste Debret, um dos artista da Missão Francesa.

Com o fim das Guerras Napoleônicas, o patriotismo antifrancês começou a "esfriar" dando espaço para a elite e a corte se inspirarem na moda da França em busca de modelos que refletissem sua hierarquia por meio da estética. Foi então que em 1815 a Coroa, a fim de adquirir completamente a elegância, contratou alguns artistas franceses para "embelezar" a corte. Isso ficou conhecida na história como "A missão cultural francesa", onde esses artistas deram a coroa uma nova visão de civilização, progresso e ordem inspirada pelo neoclassicismo francês.
O desejo da sociedade do Brasil, em especial o Rio de Janeiro como sede do império português, em ostentar trajes europeus, como forma de demonstrar status e civilização, era tão intenso que muitos não se importavam com o desconforto causado pelas vestimentas inadequadas ao clima. Mesmo sob o forte calor do Rio de Janeiro, usavam roupas compostas por muitas camadas de tecido, típicas da moda europeia.

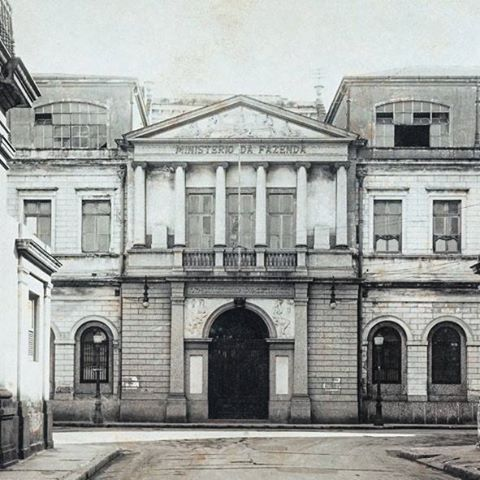
Academia Imperial de Belas Artes, fundada a partir da experiência da Missão Francesa.

Geralmente, os tecidos usados pela nobreza eram importados da Europa. Assim como o modelo das roupas, os tecidos também representavam poder e sofisticação no seio da elite imperial. Entre os mais utilizados estavam a seda, bastante empregada em camisas masculinas, o veludo, renda e linho, todos considerados símbolos de status e elegância.
Como símbolo de hierarquia, as vestimentas de caráter europeu, se mantiveram em alta no Brasil colônia por muitos anos como símbolo de demonstração do local e da ordem social daquela época. Para os senhores e membros da nobreza, as vestimentas eram artigos de grandíssima importância para o destaque e afirmação de suas posições, funcionando como visibilidade aos seus títulos, os senhores vestiam-se de forma a se assemelharem visualmente às classes mais altas. Essa ostentação era evidente em missas, celebrações, teatros e festas da elite, por meio de adornos, vestidos ou ternos, sapatos e aparências extravagantes, com modelagens e cores mais elaboradas e refinadas.
Para a classe subalternizada, como trabalhadores braçais livres e escravizados, essas roupas eram artigos de grandíssimo desejo. E para os escravos que trabalhavam nas casas grandes e que haviam de ter mais contato com os seus senhores, eram direcionadas vestes que se inspiravam nas da alta classe: saias de cetim, becas de leniste, vestimentas com bordados e adornos como cordões, pulseiras, bracelete ou colares. Assim, esses escravos bem-vestidos eram tidos como uma extensão do seu senhor.
1. 1 2 3 4  Schultz, Kirsten (2008). «Perfeita civilização: a transferência da corte, a escravidão e o desejo de metropolizar uma capital colonial. Rio de Janeiro, 1808-1821». Tempo: 5–27. ISSN 1413-7704. doi:10.1590/S1413-77042008000100002. Consultado em 27 de maio de 2025
2. ↑  PEDREIRA, Jorge; COSTA, Fernando Dores (2008). D. João: um príncipe entre dois continentes. São Paulo: Companhia das Letras
3. ↑  NOVAIS, Fernando A. (Org.) et. al. (1997). «ALENCASTRO, Luiz Felipe de. Vida Privada e Ordem Privada no Império.». A História da Vida Privada no Brasil. Império. São Paulo: Companhia das Letras. p. 12-14.
4. ↑  SCHULTZ,, Kirsten. Perfeita civilização: a transferência da corte, a escravidão e o desejo de metropolizar uma capital colonial. [S.l.]: Revista Tempo, Rio de Janeiro, Ano 12, n. 24.
5. ↑  BITTENCOURT, Renata. (2005). Modos de Negra e Modos de Branca: O retrato “Baiana” e a imagem da mulher na arte do século XIX. Dissertação (Mestrado),. Salva: Universidade Estadual de Campinas, São Paulo.
6. ↑  SANTANA, Ajanayr Michelly Sobral (2008). Entre Bailes e Batuques: A Corte “afrancesada” de D. Pedro II. Guarabira, PB: Anais XIII Encontro Estadual da Anpuh-PB – História e Historiografia.
7. ↑  MEDEIROS, Letícia Rocha de (2024). O impacto dos tecidos de luxo na Baixa Idade Média: uma análise a partir da seda e do veludo bordados com fios de ouro. Guarulhos.: Escola de Filosofia, Letras e Ciências Humanas, Universidade Federal de São Paulo.